# Джеймі Стафф
Джеймі Стафф  (англ. Jamie Staff, 30 квітня 1973) — британський велогонщик, олімпійський чемпіон.

## Виступи на Олімпіадах
| Олімпіада  | Дисципліна       | Місце |
| ---------- | ---------------- | ----- |
| Афіни 2004 | кейрін           | 12    |
| Афіни 2004 | командний спринт | 5     |
| Пекін 2008 | командний спринт | 1     |